# Lau Wan Yau
Lau Wan Yau Vincent (ur. 23 września 1996) – hongkoński kolarz szosowy.

## Osiągnięcia
Opracowano na podstawie:

2014
- 3. miejsce w mistrzostwach Hongkongu juniorów (jazda indywidualna na czas)

2018
- 3. miejsce w mistrzostwach Hongkongu (jazda indywidualna na czas)
- 2. miejsce w mistrzostwach Hongkongu (start wspólny)

2022
- 1. miejsce w mistrzostwach Hongkongu (jazda indywidualna na czas)
- 1. miejsce w mistrzostwach Hongkongu (start wspólny)

## Rankingi
| Rok           | 2017  | 2018 | 2019  | 2020  | 2021 | 2022 | 2023 | 2024 |
| ------------- | ----- | ---- | ----- | ----- | ---- | ---- | ---- | ---- |
| World Ranking | 1404. | 577. | 1299. | 1561. | -    | 712. | 437. | 891. |
| UCI Asia Tour | 226.  | 43.  | 84.   | 112.  | -    | 34.  | 23.  | 47.  |
|               |       |      |       |       |      |      |      |      |
| Źródło: UCI   |       |      |       |       |      |      |      |      |